# Fiori e alberi
Fiori e alberi (Flowers and Trees) è un film del 1932 diretto da Burt Gillett. È il primo cortometraggio d'animazione della serie Sinfonie allegre prodotto a colori, distribuito negli Stati Uniti dalla Columbia Pictures il 30 luglio 1932. È inoltre il primo film prodotto in Technicolor a tre colori.
Fiori e alberi era già in produzione in bianco e nero prima che Walt Disney vedesse i test del Technicolor a tre colori di Herbert Kalmus. Decise quindi che Fiori e alberi sarebbe stato un test perfetto per il procedimento e, malgrado le reticenze del fratello Roy a causa dei costi, fece cestinare ciò che era già stato animato e rifare il film a colori. Il corto fu un successo commerciale e di critica, vincendo il primo Oscar al miglior cortometraggio d'animazione ai premi Oscar 1932. Il successo del colore fece sì che tutte le successive Sinfonie allegre venissero prodotte in Technicolor a tre colori, contribuendo a incrementare i profitti della serie fino ad allora deludenti. Il contratto in esclusiva di Disney con la Technicolor, in vigore fino alla fine del 1935, costrinse gli altri animatori come Ub Iwerks e Max Fleischer a usare l'inferiore procedimento a due colori della Technicolor o di società concorrenti come la Cinecolor.
Nel 2021 il film è stato selezionato per la conservazione nel National Film Registry degli Stati Uniti dalla Biblioteca del Congresso come "culturalmente, storicamente o esteticamente significativo".

## Trama
Il bosco si risveglia in primavera dopo l'inverno, con fiori, piante e animali che si preparano alla nuova stagione. L'amore sboccia anche per un giovane albero intento a corteggiare una bellissima ed elegante alberella che è piantata vicino a lui. L'allegria e la spensieratezza delle serenate che il giovane dedica alla sua bella e la felicità del bosco intero per la coppia suscitano l'invidia di un vecchio albero rinsecchito che cerca a tutti i costi di approfittare della giovane che però rifiuta le sue avances. Quando questi la rapisce, il giovane albero interviene per salvare la sua bella ed ingaggia un duello col vecchio albero che in un primo momento si dà per morto nello scontro, approfittando poi della distrazione del giovane albero per sfregare un bastoncino e creare del fuoco col quale appicca un incendio. Di fronte alla minaccia comune, tutti nel bosco si impegnano per domare l'incendio e anche il vecchio albero viene attaccato dal fuoco. Il bosco si salva grazie all'intervento provvidenziale di un gruppo di uccellini che bucano le nuvole provocando una pioggia che spegne le fiamme. Al termine dell'incendio, il vecchio albero è morto e circondato dagli avvoltoi, mentre la giovane coppia torna unita e, senza più ostacoli, può sposarsi.

## Distribuzione

### Edizioni home video

#### VHS
America del Nord
- Disney's Best of 1931-1948 (1983)

Italia
- I capolavori di Walt Disney - 9 Oscars (maggio 1986)[6][7]

#### DVD
Il cortometraggio fu distribuito in DVD-Video nel secondo disco della raccolta Silly Symphonies, facente parte della collana Walt Disney Treasures e uscita in America del Nord il 4 dicembre 2001 e in Italia il 22 aprile 2004.

#### Blu-ray Disc
Fiori e alberi è visibile integralmente nel secondo disco della prima edizione Blu-ray Disc di Biancaneve e i sette nani (uscita in America del Nord il 6 ottobre 2009 e in Italia il 3 dicembre), in particolare nel dietro le quinte Gli Hyperion Studios.